# Avenida Marechal Tito

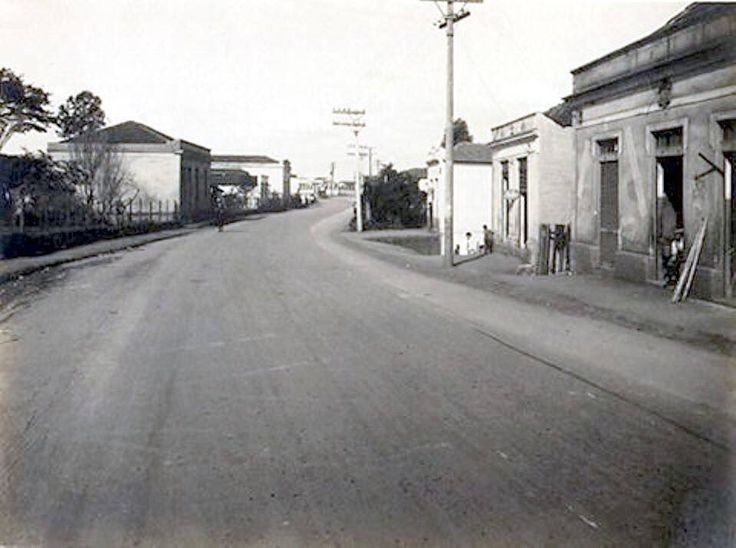
Avenida Marechal Tito, quando ainda tinha o nome de Rodovia São Paulo-Rio

A Avenida Marechal Tito é uma via que liga os distritos de São Miguel Paulista, Vila Curuçá e Itaim Paulista, na Zona Leste de São Paulo, até a divisa com o município de Itaquaquecetuba.
Com a chegada de estrada de ferro Central do Brasil as ligações entre São Paulo e Rio de Janeiro foram facilitadas, mas a ligação rodoviária era ainda muito difícil. Em 1908, o automobilista francês Conde Lesdain, levou 36 dias para completar o percurso de carro entre as duas cidades. O Prefeito Washington Luís (1914-1919) privilegiou o sistema viário urbano, valorizando os antigos traçados do período colonial como Presidente do Estado de São Paulo (1920-1924) e Presidente da República (1926-1930) adotou o lema "governar é abrir estradas".
Washington Luís recuperou uma antiga via colonial para abrir a Estrada São Paulo-Jacareí, em 1922, que passava por São Miguel Paulista, Itaim Paulista, Mogi das Cruzes, chegando até Jacareí. No ano de 1928, a estrada foi estendida até o estado do Rio de Janeiro, e passou a ser conhecida como estrada São Paulo-Rio. O nome era uma referência ao tempo em que Dom Pedro I, viajou de São Paulo ao Rio de Janeiro pela rodovia. A viagem poderia ser feita em 10 horas.
No distrito de Itaim Paulista, a estrada serviu como meio de transporte complementar à ferrovia, contribuído para o desenvolvimento do distrito. Com o passar dos anos, a antiga estrada passou a ganhar características de avenida, e foi incorporada a malha urbana do município. Com a inauguração da Rodovia Presidente Dutra (BR-116) em 1951, a Estrada São Paulo-Rio deixou de ser a principal ligação entre São Paulo e Rio de Janeiro.
A Avenida Marechal Tito é a principal artéria da região. Nesta avenida o desenvolvimento foi mais expressivo e em suas intermediações está o que é de mais importante e significativo. A pavimentação era composta de paralelepípedos.
Anos depois, a via passou a ter o seu atual nome em homenagem ao revolucionário e presidente da antiga Iugoslávia, morto em 1980, Josip Broz Tito. Tito colaborou pela derrota do nazifascismo na Europa. Quando presidente de seu país, manteve a Iugoslávia unificada, e mesmo sendo comunista, negou-se a alinhar-se à União Soviética.
A avenida é conhecida por ser palco do desfile cívico em homenagem ao aniversário do distrito de São Miguel Paulista. Depois de alguns anos tendo sido realizado em endereço diverso, voltou a ser novamente realizado na via em 2013. Ela também abriga o Mercado Municipal de São Miguel Paulista e a Subprefeitura do Itaim Paulista. Nesta via, também se encontra a unidade de São Miguel Paulista do Senac, a maior do estado de São Paulo, inaugurada em 2018.